# Larak
Larak (perz. لارک) je otok smješten na jugoistoku Perzijskog zaljeva odnosno u iranskoj pokrajini Hormuzganu. Otok je elipsastog oblika i duljinom od 10,5 km pruža se u smjeru sjeveroistok-jugozapad, a površina mu iznosi 49 km². Najbliži otok Laraku jest Kešm, udaljen 9 km prema sjeverozapadu, a drugi je Hormuz koji se nalazi 17,5 km prema sjeveru. Spojnica između Laraka i omanskog Musandama iznosi 48 km i jedna je od najužih u strateški važnom Hormuškom tjesnacu. U geološkom smislu, otok je sastavljen od pješčenjaka, kamene soli i željezovih oksida. Larak ne obiluje vegetacijom i prevladavajuća biljka je akacija, isto kao ni velikim životinjama iako je poznato da su do početka 20. stoljeća na njemu obitavale gazele. Jedino naselje na otoku je Larak, istoimeni gradić smješten na sjevenoj obali. Otok ima između 500-1000 stanovnika, a prevladavajući jezici su kumzarijsko narječje lurskog i arapski jezik. Na Laraku se nalaze ostaci portugalske utvrde iz 16. i 17. stoljeća.

## Poveznice
- Perzijski zaljev
- Popis iranskih otoka